# Anilina
L'anilina, també coneguda com a fenilamina o aminobenzè, és un compost orgànic líquid. Es va destil·lar per primera vegada el 1826 i és la primera matèria de centenars de productes intermedis en la indústria de colorants.
S'embruneix a l'aire i a la llum i té una olor característica. No s'evapora fàcilment a temperatura ambient. L'anilina és lleugerament soluble en aigua i es dissol fàcilment en la majoria dels dissolvents orgànics.
L'anilina es fa servir per fabricar una àmplia varietat de productes com ara l'escuma de poliuretà, productes químics agrícoles, pintures sintètiques i colorants industrials, antioxidants, estabilitzadors per a la indústria del cautxú, herbicides, vernissos i explosius. Colorants a base d'anilina es fan servir per tenyir a la massa l'anomenada pell anilina. Pel color negre, per exemple, es fa servir la nigrosina o negre d'anilina, resultat de l'oxidació, mitjançant el dicromat de diverses molècules d'anilina.

## Història
Els colorants a base d'anilina van ser un dels primers fabricats pel químic alemany Otto Unverdorben el 1826 a partir de la destil·lació del gènere d'arbusts anyil (Indigofera), paraula derivada de l'arab an-nîl, que va inspirar el nom anilina. A la darreria del segle xix van ser populars en les arts plàstics, però després el primer engrescament, es van abandonar en les arts perquè a més de ser molt tòxics, no tenien gaire resistència a la llum.

## Toxicitat
L'anilina pot ser tòxica si s'ingereix, inhala o per contacte amb la pell. L'anilina danya l'hemoglobina, una proteïna que transporta l'oxigen en la sang. L'hemoglobina danyada no pot transportar oxigen. Aquesta condició es coneix com a metahemoglobinemia i la gravetat depèn de la quantitat d'anilina a què es va exposar i de la duració de l'exposició. La metahemoglobinemia, el símptoma més notable d'intoxicació amb anilina en éssers humans, produeix cianosi (una coloració blau-porpra de la pell) després d'una exposició aguda a alts nivells d'anilina. També poden aparèixer mareigs, mals de cap, batec irregular del cor, convulsions, coma i la mort. El contacte directe també pot produir irritació de la pell i els ulls.
L'exposició prolongada a nivells d'anilina més baixos pot causar símptomes similars als observats en casos d'exposició aguda a alts nivells. No hi ha dades confiables sobre si l'anilina afecta adversament la reproducció en éssers humans. Els estudis en animals no han demostrat efectes adversos sobre la reproducció.
El vermell 2G (E-128) era utilitzat com a colorant alimentari sintètic, per certes salsitxes i hamburgueses, però des de 2007 és prohibit com additiu alimentari, perquè l'anilina n'és el metabòlit majoritari.
Pot provocar defectes genètics i càncer i pot perjudicar la fertilitat o danyar el fetus.